# سلاح دمار شامل

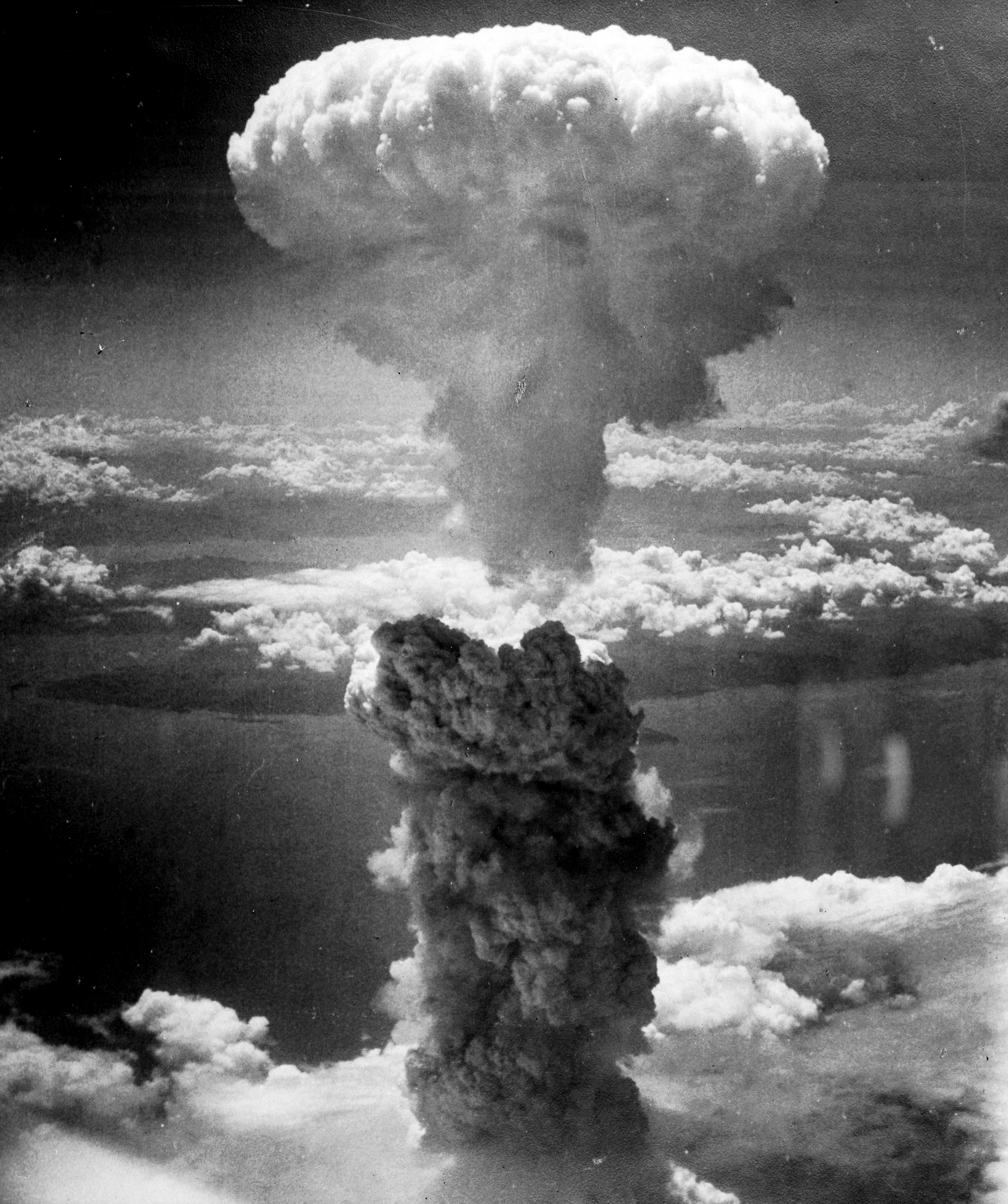

شعار أسلحة الدمار الشامل

أسلحة الدمار الشامل (دبليو إم دي) هي أسلحة نووية، أو إشعاعية، أو كيميائية، أو بيولوجية،أو كهرومغناطيسية أو أي نوع من أنواع الأسلحة الأخرى التي من الممكن أن تقتل أو تُسبب أضرارًا خطيرةً للعديد من البشر أو تُلحق أضرارًا جسيمةً بالبُنى التي يصنعها البشر (كالمباني)، أو بالبُنى الطبيعية (كالجبال)، أو بالمحيط الحيوي. تطور نطاق المصطلح واستخدامه وكان محل خلاف، لأنه يحمل في الغالب دلالات سياسية أكثر منها تقنية. صيغَ المصطلح في الأصل للإشارة إلى القصف الجوي بالمتفجرات الكيميائية إبان الحرب العالمية الثانية، وأصبح فيما بعد يرمز إلى أسلحة واسعة النطاق من التقنيات الأخرى، كالحرب الكيميائية، أو البيولوجية، أو الإشعاعية، أو النووية. 

## الاستخدامات الأولى لهذا المصطلح
كان أول استخدام سُجل لمصطلح «سلاح الدمار الشامل» من قِبل رئيس أساقفة كانتربيري، كوزمو جوردون لانغ، في عام 1937 في إشارة إلى القصف الجوي على قرية غرنيكا، في إسبانيا.
من يستطيع أن يفكر دون غصة في القلب حيال المذبحة المروّعة، والمعاناة، وشتّى أنواع البؤس التي حملتها الحرب إلى إسبانيا وإلى الصين؟
من يستطيع أن يفكر دون خوف مما ستحمله حربًا أخرى واسعة النطاق من معاني، وما إذا شُنّت كما ينبغي بوجود كل أسلحة الدمار الشامل الجديدة؟
(من مناشدة رئيس الأساقفة، 28 ديسمبر 1937، لندن)
في ذلك الوقت، لم تكن الأسلحة النووية مطوّرة بعد. أجرت اليابان أبحاثًا على الأسلحة البيولوجية، وشهدت الأسلحة الكيميائية استخدامًا واسعًا في ساحات المعارك إبان الحرب العالمية الأولى. حُظر استخدام الأسلحة الكيميائية بموجب اتفاقية جنيف لعام 1925. استخدمت إيطاليا غاز الخردل السّام ضد المدنيين والعسكريين في  حربها في إثيوبيا بين عامي 1935 و 1936.
في أعقاب القصف الذري على هيروشيما وناغازاكي الذي أنهى معه الحرب العالمية الثانية وأثناء الحرب الباردة، بدا المصطلح يشير بدرجة أكبر إلى الأسلحة غير التقليدية. اتبَع وليام سافير تطبيق المصطلح وتحديدًا على الأسلحة النووية والإشعاعية بالعبارة الروسية «أروجي ماسفوفو براجينيا» -أروسي ماسفوفو برازخينيا (والتي تعني سلاح الدمار الشامل).
يقول سافير أن برنارد باروخ كان قد استخدم هذه العبارة الدقيقة في عام 1947 (في خطاب ألقاه في الجمعية العامة للأمم المتحدة كتبه على الأرجح هربرت بايارد سووب). أبصرت هذه العبارة النور في أول قرار اتخذته الجمعية العامة للأمم المتحدة في يناير عام 1946 في لندن، حيث استخدمَت النَص التالي «التخلّص من التسلّح الوطني بالأسلحة الذريّة وبجميع أنواع الأسلحة الأخرى التي تتوافق مع الدمار الشامل». نصَّ القرار أيضًا على إنشاء لجنة الطاقة الذرية (محل الوكالة الدولية للطاقة الذرية (أي أيه إي أيه)).
قُدّم استخدام دقيق لهذا المصطلح في محاضرة بعنوان «الطاقة الذّرية كمشكلة ذرّية» للفيزيائي الأمريكي جوليوس روبرت أوبنهايمر. قدم أوبنهايمر المحاضرة للسلك الدبلوماسي ولوزارة الخارجية، في 17 سبتمبر عام 1947؛ كما أُعيد نشرها في كتاب العقل المفتوح (نيويورك: سيمون وشوستر، 1955).[بحاجة لمصدر]
استُخدم المصطلح أيضًا في مقدمة وثيقة الحكومة الأمريكية ذات التأثير الكبير والتي تُعرف باسم (إن إس سي 68) والتي كُتبت في عام 1950.
خلال خطاب ألقاه الرئيس الأمريكي جون إف. كينيدي في جامعة رايس في 12 سبتمبر عام 1962، تحدث فيه عن ضرورة عدم ملء الفراغ «بأسلحة الدمار الشامل، بل بوسائل المعرفة والتفاهم». في الشهر التالي، أثناء عرض تلفزيوني يتعلق بأزمة صواريخ كوبا في 22 أكتوبر عام 1962، أشار الرئيس كينيدي إلى «أسلحة هجومية من الدمار الشامل المفاجئ».

## خلفية عامة
يعد أول ظهور لمصطلح أسلحة الدمار الشامل كان عام 1937 و لكن أصبح يستخدم بكثرة بعد ظهور الأسلحة النووية خصوصا بعد حادث هيروشيما و ناجازاكي و تطور استخدام هذا المصطلح وقت الحرب الباردة بين الولايات المتحدة والاتحاد السوفيتى وأزمة الصواريخ الكوبية.